# René Érignac
Pour les articles homonymes, voir Érignac.
René Érignac, né le 4 septembre 1909 aux Ternes (Cantal) et mort le 1er mai 2002 à Paris 16e, est un haut fonctionnaire français.

## Biographie[1]

### Famille
René Jean Louis Érignac est le fils unique de Jean-Louis Érignac (1885-1970), agriculteur, boulanger et d'Eugénie Sadoul (1887-1926).
Il s'est marié le 22 septembre 1934 à Florac (Lozère) avec Émilie Peyregne (1914-1993), originaire de Toulon, de ce mariage naîtront deux enfants :
- Robert Érignac (né en 1936), directeur commercial.
- Claude Érignac (1937-1998), haut fonctionnaire, assassiné le 6 février 1998 à Ajaccio.

### Études et diplômes

#### Parcours
- Collège de Saint-Flour (Cantal).
- Faculté de droit de Montpellier (Hérault).
- Centre des hautes études militaires.
- Institut des hautes études de Défense nationale.

#### Diplômes
- Licence en droit.
- DES (Diplôme d'études supérieures) de droit public.
- CES (Certificat d'études supérieures) de philologie allemande.

### Carrière et fonctions
- 1er mai 1930 - 2 novembre 1931 : Maître d'internat.
- 3 novembre 1931 - 1er octobre 1934 : Rédacteur de préfecture.
- 1er avril 1932 - 31 mars 1933 : Service militaire.
- 2 octobre 1934 - 31 décembre 1941 : Chef de bureau.
- 15 août 1939 - 1er août 1940 : Mobilisation et participation à la « drôle de guerre ».
- 1er janvier 1942 - 20 février 1944 : Chef de division de préfecture.
- 21 mai - 11 septembre 1943 : Sous-préfet (par intérim) de Saint-Amand-Montrond (Cher)[4].
- 8 février - 30 septembre 1944 : Secrétaire général de la Haute-Savoie. Il est à noter qu’à cette période, les forces vichystes, alliées à l’armée allemande participent à l’écrasement du maquis des Glières (26 mars 1944). Les GMR et gardes mobiles, sous l’autorité de la préfecture participent aux combats et exactions contre les maquisards et résistants.
- 1er octobre 1944 - 27 avril 1945 : Relevé de ses fonctions en raison des événements précités, expectative.
- 28 avril 1945 - 15 août 1947 : Sous-préfet de Mauriac (Cantal), délégué dans les fonctions[5].
- 9 août 1947 - 25 juin 1949 : Directeur de cabinet du préfet de la Guadeloupe.
- 26 juin 1949 - 18 avril 1951 : Sous-préfet de Pointe-à-Pitre (Guadeloupe) et secrétaire général de la Guadeloupe[6].
- 19 avril 1951 - 20 janvier 1954 : Sous-préfet de Verdun (Meuse).
- 21 janvier 1954 - 21 mars 1956 : Secrétaire général (hors classe) de Saône-et-Loire.
- 22 mars - 2 décembre 1956 : Sous-préfet (hors classe) de Mostaganem (Algérie).
- 3 décembre 1956 - 23 novembre 1960 : Sous-préfet (hors classe) de Corbeil (Seine-et-Oise).
- 22 novembre 1960 - 7 novembre 1963 : Préfet de la Guyane.
- 8 novembre 1963 - 11 juillet 1967 : Préfet de la Creuse.
- 12 juillet 1967 - 14 juin 1970 : Préfet de la Haute-Saône[7].
- 15 juin 1970 - 14 juin 1973 : Préfet de Vaucluse.
- 15 juin - 18 décembre 1973 : En disponibilité.
- 19 décembre 1973 : Passe à la retraite et devient préfet honoraire.

## Récompenses et distinctions

### Décorations
- Officier de la Légion d'honneur (20 janvier 1969)